# 小伊山戰鬥
小伊山戰鬥發生於1927年12月8日－9日，交戰地點則是在中國蘇北，是中華民國北洋政府時期的戰鬥之一。小伊山戰鬥的交戰雙方，一方為國民革命軍獨一師，另一方北洋第十一軍所轄軍隊。

## 參看
- 中華民國北洋政府時期內戰戰鬥列表